# Neide Helena de Moraes
Neide Helena de Moraes (1955/1956, São Paulo) é uma empresária brasileira, neta do fundador do grupo Votorantim, José Ermírio de Moraes (1900-1973), e sobrinha do consolidador da companhia, Antônio Ermírio (1928-2014). Ela e seus dois irmãos, José Ermírio de Moraes Neto e José Roberto Emírio de Moraes, herdaram a participação do pai, José Ermírio de Moraes Filho (1926-2001), em partes iguais. Por isso, a maior parte de sua fortuna é proveniente de sua participação de 8% no grupo criado por seu avô.
Em 2024, a Forbes considerou Neide Helena de Moraes a terceira mulher mais rica do Brasil, com uma fortuna estimada em 1,3 bilhão de dólares. Formada em Bacharel em Artes/Ciências, com diploma na Universidade Presbiteriana Mackenzie, ela é possui participação em 5 empresas nos estados de São Paulo e Espírito Santo. Das empresas de Neide, duas estão ativas, a mais antiga a Near Empreendimentos e Participações, foi fundada em 1992. Com isso, o seu capital social somam mais de R$ 33,06 milhões em reais.